# Osanica (Drina)
Pour les articles homonymes, voir Osanica.
L'Osanica est une rivière de Bosnie-Herzégovine. Elle est un affluent gauche de la Drina, donc un sous-affluent du Danube par la Save. Elle fait partie du bassin versant de la mer Noire.

## Géographie
L'Osanica se jette dans la Drina à la hauteur du village d'Osanica.